# Karin Markus
Karin Markus (* 23. Juli 1942 in Hamburg; † 10. Januar 2021 in Bremen) war eine deutsche Politikerin (SPD) und Abgeordnete in der Bremischen Bürgerschaft.

## Biografie

### Ausbildung und Beruf
Nach der Realschule erlernte Markus den Beruf der Hotelfachfrau in Hamburg und war danach zunächst als kaufmännische Angestellte in unterschiedlichen Unternehmen tätig. Nach einer Kinderpause war sie seit 1984 beim Kreisverband Bremen des Deutschen Roten Kreuzes bis zum Eintritt in den Ruhestand zum 1. Juli 2003 tätig. Von 1991 bis 2003 war sie hierbei Vorsitzende des Betriebsrates.
Sie war seit 2004 Leiterin der ehrenamtlichen Sozialarbeit des Kreisverbandes Bremen des Deutschen Roten Kreuzes.

### Politik
Seit 1973 war Markus in verschiedenen Funktionen in der Bremer SPD aktiv. Sie war unter anderem im Unterbezirks-Vorstand, Ortsvereinsvorsitzende in der Gartenstadt Vahr, Landesdelegierte und Landesrevisorin.
Erstmals war sie vom 28. Juni 1999 bis 7. Juni 2003 Mitglied der Bürgerschaft. Vom 10. November 2005 bis zum Ende der Wahlperiode 2007 war sie erneut Abgeordnete in der Bremischen Bürgerschaft. Dort war sie zuletzt 
Mitglied im Ausschuss für die Gleichberechtigung der Frau, im Betriebsausschuss Performa Nord, im Landesjugendhilfeausschuss, im Rechnungsprüfungsausschuss und sie gehörte der Deputation für Inneres an.